# Lijst van voetbalinterlands Togo - Zimbabwe
Deze lijst van voetbalinterlands is een overzicht van alle officiële voetbalwedstrijden tussen de nationale teams van Togo en Zimbabwe. De landen hebben tot op heden vier keer tegen elkaar gespeeld. De eerste ontmoeting, een kwalificatiewedstrijd voor het Wereldkampioenschap voetbal 1994, vond plaats op 9 oktober 1992 in Harare. Het laatste duel, een kwalificatiewedstrijd voor het Wereldkampioenschap voetbal 1998, werd gespeeld in Lomé op 8 juni 1997.

## Wedstrijden
| № | Plaats | Datum           | Competitie           | Wedstrijd       | Uitslag |
| - | ------ | --------------- | -------------------- | --------------- | ------- |
| 1 | Harare | 9 oktober 1992  | WK 1994 kwalificatie | Zimbabwe − Togo | 1 − 0   |
| 2 | Lomé   | 17 januari 1993 | WK 1994 kwalificatie | Togo − Zimbabwe | 1 − 2   |
| 3 | Harare | 12 januari 1997 | WK 1998 kwalificatie | Zimbabwe − Togo | 3 − 0   |
| 4 | Lomé   | 8 juni 1997     | WK 1998 kwalificatie | Togo − Zimbabwe | 2 − 1   |

## Samenvatting
| Competitie      | Totaal gespeeld | Winst Togo | Gelijk | Winst Zimbabwe | Doelsaldo Togo – Zimbabwe |
| --------------- | --------------- | ---------- | ------ | -------------- | ------------------------- |
| WK-kwalificatie | 4               | 1          | 0      | 3              | 3 − 7                     |
| Totaal          | 4               | 1          | 0      | 3              | 3 − 7                     |

FTF · Selecties · Togolees vrouwenelftal
1950 – 1959 · 
1960 – 1969 · 
1970 – 1979 · 
1980 – 1989 · 
1990 – 1999 · 
2000 – 2009 · 
2010 – 2019 ·
2020 − 2029
WK 2006
Algerije ·
Angola ·
Bahrein ·
Benin ·
Botswana ·
Bukina Faso ·
Centraal-Afrikaanse Republiek ·
Chili ·
Comoren ·
Congo-Bazzaville ·
Congo-Kinshasa ·
Denemarken ·
Djibouti ·
Egypte ·
Equatoriaal-Guinea ·
Ethiopië ·
Frankrijk ·
Gabon ·
Gambia ·
Ghana ·
Guinee ·
Guinee-Bissau ·
Iran ·
Ivoorkust ·
Japan ·
Kaapverdië ·
Kameroen ·
Kenia ·
Lesotho ·
Liberia ·
Libië ·
Liechtenstein ·
Luxemburg ·
Madagaskar ·
Malawi ·
Mali ·
Marokko ·
Mauritanië ·
Mauritius ·
Mozambique ·
Namibië ·
Niger ·
Nigeria ·
Oeganda ·
Oman ·
Paraguay ·
Rwanda ·
Sao Tomé en Principe ·
Saoedi-Arabië ·
Senegal ·
Sierra Leone ·
Soedan ·
Swaziland ·
Tsjaad ·
Tunesië ·
Verenigde Arabische Emiraten ·
Zambia ·
Zimbabwe ·
Zuid-Korea ·
Zuid-Soedan ·
Zwitserland
Frankrijk (2006) · 
Zuid-Korea (2006) · 
Zwitserland (2006)
ZFA ·
Bondscoaches ·
Selecties · 
Topscorers · 
Zimbabwaans vrouwenelftal
1980 – 1989 · 
1990 – 1999 · 
2000 – 2009 · 
2010 – 2019 ·
2020 − 2029
1980 · 
1981 · 
1982 · 
1983 · 
1984 · 
1985 · 
1986 · 
1987 · 
1988 · 
1989 · 
1990 · 
1991 · 
1992 · 
1993 · 
1994 · 
1995 · 
1996 · 
1997 · 
1998 · 
1999 · 
2000 · 
2001 · 
2002 · 
2003 · 
2004 · 
2005 · 
2006 · 
2007 · 
2008 · 
2009 · 
2010 · 
2011 · 
2012 · 
2013 · 
2014 ·
2015 ·
2016 ·
2017 ·
2018 · 
2019 ·
2020 ·
2021 ·
2022 ·
2023
Algerije ·
Angola ·
Australië ·
Bahrein ·
Benin ·
Bosnië en Herzegovina · 
Botswana ·
Brazilië · 
Burkina Faso ·
Burundi ·
Centraal-Afrikaanse Republiek ·
China ·
Comoren ·
Congo-Brazzaville ·
Congo-Kinshasa ·
Djibouti ·
Egypte ·
Eritrea ·
Ethiopië ·
Gabon ·
Ghana ·
Guinee ·
Indonesië ·
Ivoorkust ·
Jordanië ·
Kaapverdië ·
Kameroen ·
Kenia ·
Koeweit ·
Lesotho ·
Liberia ·
Libië ·
Madagaskar ·
Malawi ·
Mali ·
Marokko ·
Mauritanië ·
Mauritius ·
Mozambique ·
Namibië ·
Nigeria ·
Oeganda ·
Oman ·
Rwanda ·
Qatar ·
Saoedi-Arabië ·
Senegal ·
Seychellen ·
Soedan ·
Somalië ·
Swaziland ·
Tanzania ·
Togo ·
Tunesië ·
Vietnam ·
Zaïre ·
Zambia ·
Zuid-Afrika · 
Zwitserland